# Bahnstrecke Saint-Hilaire-au-Temple–Hagondange
| Hausbahnsteig und 2. Gleis im Bahnhof St.-Hilaire. Dahinter die Streckengleise Châlons–Reims. Blickrichtung Süd. |                                           |                                                                          |                                                                          |
| Streckennummer (SNCF): | 85 000                                    |                                                                          |                                                                          |
| Streckenlänge: | 176 km                                    |                                                                          |                                                                          |
| Spurweite: | 1435 mm (Normalspur)                      |                                                                          |                                                                          |
| Stromsystem: | Conflans-Jarny–Hagondange: 25 kV, 50 Hz ~ |                                                                          |                                                                          |
| Maximale Neigung: | 15 ‰                                      |                                                                          |                                                                          |
| Minimaler Radius: | 300 m                                     |                                                                          |                                                                          |
| Streckengeschwindigkeit: | 60–90 km/h                                |                                                                          |                                                                          |
| Zweigleisigkeit: | Conflans-Jarny–Hagondange                 |                                                                          |                                                                          |
| |                                           |                                                                          |                                                                          |
| \| \| \| Bahnstrecke Châlons-en-Champagne–Reims von Châlons \| \| \| \| \| LGV Est européenne von Paris-Est \| \| \| \| 186,1 \| Saint-Hilaire-au-Temple \| 123 m \| \| \| \| Bahnstrecke Châlons-en-Champagne–Reims nach Reims \| \| \| \| 187,0 \| Vesle \| Vesle \| \| \| 187,2 \| LGV Est européenne nach Straßburg \| LGV Est européenne nach Straßburg \| \| \| 192,6 \| Cuperly \| 135 m \| \| \| 202,2 \| Suippes \| 140 m \| \| \| \| Abzw. Camp Militaire de Suippes \| \| \| \| 212,1 \| Somme-Tourbe \| 163 m \| \| \| 221,6 \| Valmy \| 164 m \| \| \| 229,9 \| Auve \| Auve \| \| \| \| Alte Güterumfahrung Sainte-Menehould \| \| \| \| \| Aisne \| \| \| \| \| Bahnstrecke Amagne-Lucquy–Revigny nach Amagne-Lucquy \| \| \| \| 230,9 \| Sainte-Menehould \| 140 m \| \| \| \| Bahnstrecke Amagne-Lucquy–Revigny nach Revigny \| \| \| \| 236,1 \| Tunnel des Islettes ou de l’Argonne (785 m) \| Tunnel des Islettes ou de l’Argonne (785 m) \| \| \| 238,4 \| Marne/Meuse \| Marne/Meuse \| \| \| 238,8 \| Les Islettes \| 174 m \| \| \| 244,2 \| Clermont-en-Argonne \| 219 m \| \| \| 249,4 \| Aire (53) m \| Aire (53) m \| \| \| \| Bahnstrecke Aubréville–Apremont-sur-Ardennes v./ n. Apremont \| \| \| \| 250,2 \| Aubréville \| 183 m \| \| \| 258,2 \| Dombasle-en-Argonne \| 214 m \| \| \| 270,0 \| Baleycourt \| 225 m \| \| \| \| Bahnstrecke Lérouville–Pont-Maugis von Lérouville \| \| \| \| 276,3 \| Verdun \| 200 m \| \| \| \| Bahnstrecke Lérouville–Pont-Maugis nach Pont-Maugis \| \| \| \| 277,0 \| Maas (142 m) \| Maas (142 m) \| \| \| 283,9 \| Tunnel de Tavannes (1190 m) \| Tunnel de Tavannes (1190 m) \| \| \| 288,7 \| Eix-Abaucourt \| 237 m \| \| \| 298,1 \| Étain \| 206 m \| \| \| 304,9 \| Buzy-Saint-Jean \| 197 m \| \| \| 307,6 \| Meuse/Meurthe-et-Moselle \| Meuse/Meurthe-et-Moselle \| \| \| 307,7 \| A 4 \| A 4 \| \| \| 310,7 \| Jeandelize \| 194 m \| \| \| \| Stromversorgung Beginn (bis Hagondange) \| \| \| \| \| Bahnstrecke Longuyon–Pagny-sur-Moselle von Longuyon \| \| \| \| \| Orne 84 m \| \| \| \| 316,9 \| Conflans-Jarny \| 191 m \| \| \| \| Bahnstrecke Longuyon–Pagny-sur-Moselle n. Pagny-s-Moselle \| \| \| \| \| Bahnstrecke Conflans-Jarny–Metz nach Metz-Ville \| \| \| \| 319,2 \| Giraumont \| 196 m \| \| \| 320,6 \| Orne \| Orne \| \| \| 321,7 \| Hatrize \| 198 m \| \| \| \| A 4 \| \| \| \| 324,4 \| Valleroy-Moineville \| 199 m \| \| \| \| \| \| \| \| \| Bahnstrecke Valleroy-Moineville–Villerupt-Micheville nach Audun-le-Roman \| \| \| \| \| \| \| \| \| 326,8 \| Tunnel d’Auboué (380 m) \| Tunnel d’Auboué (380 m) \| \| \| \| Woigot \| \| \| \| 327,3 \| Auboué \| 194 m \| \| \| 328,9 \| Orne (98 m) \| Orne (98 m) \| \| \| 329,5 \| Homécourt \| 194 m \| \| \| 330,3 \| Tunnel d’Homécourt (242 m) \| Tunnel d’Homécourt (242 m) \| \| \| 331,1 \| Jœuf \| 190 m \| \| \| 331,3 \| Meurthe-et-Moselle/Moselle \| Meurthe-et-Moselle/Moselle \| \| \| 331,6 \| Tunnel de Montois la Montagne (270 m) \| Tunnel de Montois la Montagne (270 m) \| \| \| 334,9 \| Moyeuvre-Grande \| 174 m \| \| \| 337,3 \| Rosselange \| 172 m \| \| \| 338,3 \| Überwerfungsbauwerk zum Fahrordnungswechsel \| Überwerfungsbauwerk zum Fahrordnungswechsel \| \| \| 339,4 \| Rombas-Clouange \| 168 m \| \| \| 339,5 \| N 52 \| N 52 \| \| \| 342,1 \| Gandrange-Amnéville \| 164 m \| \| \| \| Bahnstrecke Metz–Luxemburg von/nach Thionville \| \| \| \| 345,0 171,9 \| Hagondange \| 162 m \| \| \| \| Bahnstrecke Metz–Luxemburg nach Metz-Ville \| \| |                                           |                                                                          |                                                                          |
| Strecke |                                           | Bahnstrecke Châlons-en-Champagne–Reims von Châlons                       | Bahnstrecke Châlons-en-Champagne–Reims von Châlons                       |
| Strecke · Strecke von links |                                           | LGV Est européenne von Paris-Est                                         | LGV Est européenne von Paris-Est                                         |
| Bahnhof · Strecke | 186,1                                     | Saint-Hilaire-au-Temple                                                  | 123 m                                                                    |
| Abzweig geradeaus, nach links und ehemals von links · Kreuzung geradeaus oben und rechts |                                           | Bahnstrecke Châlons-en-Champagne–Reims nach Reims                        | Bahnstrecke Châlons-en-Champagne–Reims nach Reims                        |
| Brücke über Wasserlauf · Brücke über Wasserlauf | 187,0                                     | Vesle                                                                    | Vesle                                                                    |
| Kreuzung geradeaus unten · Strecke nach rechts | 187,2                                     | LGV Est européenne nach Straßburg                                        | LGV Est européenne nach Straßburg                                        |
| ehemaliger Haltepunkt / Haltestelle | 192,6                                     | Cuperly                                                                  | 135 m                                                                    |
| ehemaliger Bahnhof | 202,2                                     | Suippes                                                                  | 140 m                                                                    |
| Abzweig geradeaus und von links · Betriebsstelle Streckenende und quer |                                           | Abzw. Camp Militaire de Suippes                                          | Abzw. Camp Militaire de Suippes                                          |
| ehemaliger Bahnhof | 212,1                                     | Somme-Tourbe                                                             | 163 m                                                                    |
| Dienststation / Betriebs- oder Güterbahnhof | 221,6                                     | Valmy                                                                    | 164 m                                                                    |
| Brücke über Wasserlauf | 229,9                                     | Auve                                                                     | Auve                                                                     |
| |                                           | Alte Güterumfahrung Sainte-Menehould                                     |                                                                          |
| Strecke (außer Betrieb) · Brücke über Wasserlauf |                                           | Aisne                                                                    | Aisne                                                                    |
| Strecke (außer Betrieb) · Abzweig geradeaus und ehemals von links |                                           | Bahnstrecke Amagne-Lucquy–Revigny nach Amagne-Lucquy                     | Bahnstrecke Amagne-Lucquy–Revigny nach Amagne-Lucquy                     |
| Strecke (außer Betrieb) · Dienststation / Betriebs- oder Güterbahnhof | 230,9                                     | Sainte-Menehould                                                         | 140 m                                                                    |
| Abzweig quer, nach links und nach rechts (Strecke außer Betrieb) · Abzweig geradeaus, ehemals nach rechts und ehemals von rechts |                                           | Bahnstrecke Amagne-Lucquy–Revigny nach Revigny                           | Bahnstrecke Amagne-Lucquy–Revigny nach Revigny                           |
| Tunnel | 236,1                                     | Tunnel des Islettes ou de l’Argonne (785 m)                              | Tunnel des Islettes ou de l’Argonne (785 m)                              |
| Grenze | 238,4                                     | Marne/Meuse                                                              | Marne/Meuse                                                              |
| ehemaliger Bahnhof | 238,8                                     | Les Islettes                                                             | 174 m                                                                    |
| ehemaliger Bahnhof | 244,2                                     | Clermont-en-Argonne                                                      | 219 m                                                                    |
| Brücke über Wasserlauf | 249,4                                     | Aire (53) m                                                              | Aire (53) m                                                              |
| Abzweig geradeaus, ehemals nach links und ehemals von links |                                           | Bahnstrecke Aubréville–Apremont-sur-Ardennes v./ n. Apremont             | Bahnstrecke Aubréville–Apremont-sur-Ardennes v./ n. Apremont             |
| ehemaliger Bahnhof | 250,2                                     | Aubréville                                                               | 183 m                                                                    |
| ehemaliger Bahnhof | 258,2                                     | Dombasle-en-Argonne                                                      | 214 m                                                                    |
| Dienststation / Betriebs- oder Güterbahnhof | 270,0                                     | Baleycourt                                                               | 225 m                                                                    |
| Strecke quer · Abzweig geradeaus und von rechts |                                           | Bahnstrecke Lérouville–Pont-Maugis von Lérouville                        | Bahnstrecke Lérouville–Pont-Maugis von Lérouville                        |
| Bahnhof | 276,3                                     | Verdun                                                                   | 200 m                                                                    |
| Abzweig geradeaus, nach links und ehemals von links |                                           | Bahnstrecke Lérouville–Pont-Maugis nach Pont-Maugis                      | Bahnstrecke Lérouville–Pont-Maugis nach Pont-Maugis                      |
| Brücke über Wasserlauf | 277,0                                     | Maas (142 m)                                                             | Maas (142 m)                                                             |
| Tunnel | 283,9                                     | Tunnel de Tavannes (1190 m)                                              | Tunnel de Tavannes (1190 m)                                              |
| ehemaliger Bahnhof | 288,7                                     | Eix-Abaucourt                                                            | 237 m                                                                    |
| Bahnhof | 298,1                                     | Étain                                                                    | 206 m                                                                    |
| ehemaliger Bahnhof | 304,9                                     | Buzy-Saint-Jean                                                          | 197 m                                                                    |
| Grenze | 307,6                                     | Meuse/Meurthe-et-Moselle                                                 | Meuse/Meurthe-et-Moselle                                                 |
| Strecke mit Straßenbrücke | 307,7                                     | A 4                                                                      | A 4                                                                      |
| ehemaliger Bahnhof | 310,7                                     | Jeandelize                                                               | 194 m                                                                    |
| |                                           | Stromversorgung Beginn (bis Hagondange)                                  |                                                                          |
| Abzweig geradeaus und von links |                                           | Bahnstrecke Longuyon–Pagny-sur-Moselle von Longuyon                      | Bahnstrecke Longuyon–Pagny-sur-Moselle von Longuyon                      |
| Brücke über Wasserlauf |                                           | Orne 84 m                                                                | Orne 84 m                                                                |
| Bahnhof | 316,9                                     | Conflans-Jarny                                                           | 191 m                                                                    |
| Abzweig geradeaus und nach rechts |                                           | Bahnstrecke Longuyon–Pagny-sur-Moselle n. Pagny-s-Moselle                | Bahnstrecke Longuyon–Pagny-sur-Moselle n. Pagny-s-Moselle                |
| Abzweig geradeaus und nach rechts |                                           | Bahnstrecke Conflans-Jarny–Metz nach Metz-Ville                          | Bahnstrecke Conflans-Jarny–Metz nach Metz-Ville                          |
| ehemaliger Haltepunkt / Haltestelle | 319,2                                     | Giraumont                                                                | 196 m                                                                    |
| Brücke über Wasserlauf | 320,6                                     | Orne                                                                     | Orne                                                                     |
| Haltepunkt / Haltestelle | 321,7                                     | Hatrize                                                                  | 198 m                                                                    |
| Strecke mit Straßenbrücke |                                           | A 4                                                                      | A 4                                                                      |
| Haltepunkt / Haltestelle | 324,4                                     | Valleroy-Moineville                                                      | 199 m                                                                    |
| |                                           |                                                                          |                                                                          |
| Abzweig geradeaus und ehemals nach links |                                           | Bahnstrecke Valleroy-Moineville–Villerupt-Micheville nach Audun-le-Roman | Bahnstrecke Valleroy-Moineville–Villerupt-Micheville nach Audun-le-Roman |
| |                                           |                                                                          |                                                                          |
| Tunnel | 326,8                                     | Tunnel d’Auboué (380 m)                                                  | Tunnel d’Auboué (380 m)                                                  |
| Brücke über Wasserlauf |                                           | Woigot                                                                   | Woigot                                                                   |
| Haltepunkt / Haltestelle | 327,3                                     | Auboué                                                                   | 194 m                                                                    |
| Brücke über Wasserlauf | 328,9                                     | Orne (98 m)                                                              | Orne (98 m)                                                              |
| Haltepunkt / Haltestelle | 329,5                                     | Homécourt                                                                | 194 m                                                                    |
| Tunnel | 330,3                                     | Tunnel d’Homécourt (242 m)                                               | Tunnel d’Homécourt (242 m)                                               |
| Bahnhof | 331,1                                     | Jœuf                                                                     | 190 m                                                                    |
| Grenze | 331,3                                     | Meurthe-et-Moselle/Moselle                                               | Meurthe-et-Moselle/Moselle                                               |
| Tunnel | 331,6                                     | Tunnel de Montois la Montagne (270 m)                                    | Tunnel de Montois la Montagne (270 m)                                    |
| Haltepunkt / Haltestelle | 334,9                                     | Moyeuvre-Grande                                                          | 174 m                                                                    |
| ehemaliger Bahnhof | 337,3                                     | Rosselange                                                               | 172 m                                                                    |
| | 338,3                                     | Überwerfungsbauwerk zum Fahrordnungswechsel                              | Überwerfungsbauwerk zum Fahrordnungswechsel                              |
| Haltepunkt / Haltestelle | 339,4                                     | Rombas-Clouange                                                          | 168 m                                                                    |
| Strecke mit Straßenbrücke | 339,5                                     | N 52                                                                     | N 52                                                                     |
| Haltepunkt / Haltestelle | 342,1                                     | Gandrange-Amnéville                                                      | 164 m                                                                    |
| Abzweig geradeaus, nach links und von links |                                           | Bahnstrecke Metz–Luxemburg von/nach Thionville                           | Bahnstrecke Metz–Luxemburg von/nach Thionville                           |
| Bahnhof | 345,0 171,9                               | Hagondange                                                               | 162 m                                                                    |
| Strecke |                                           | Bahnstrecke Metz–Luxemburg nach Metz-Ville                               | Bahnstrecke Metz–Luxemburg nach Metz-Ville                               |

Die Bahnstrecke Saint-Hilaire-au-Temple–Hagondange ist eine zweigleisige, knapp 180 km lange Eisenbahnstrecke in Grand Est, Frankreich. Die Kilometrierung erfolgte von Bahnhof Paris-Est über Châlons-en-Champagne aus. Nach 52 km wird die Grenze des Départements Marne zum Département Meuse gekreuzt, also von der Region Champagne-Ardenne zu der Region Lothringen.

## Geschichte
Die Projektierung der Bahnstrecke Paris–Strasbourg befriedigte die Bewohner der beiden Départementshauptstädte Reims und Metz nicht, blieben sie doch unberücksichtigt. Der Präfekt von Reims und der Bürgermeister von Metz favorisierten eine Linienführung für die Strecke, die sich mit der Forbacher Bahn und dann über die bereits bestehende Bahnstrecke Mannheim–Saarbrücken fortsetzen würde. Sie schrieben: „Die Eisenbahn müsse zuerst denen dienen, die den Rhein-Marne-Kanal nicht haben.“ Die Handelskammer Metz befürwortete ebenfalls die Streckenführung Paris–Metz über Compiègne, Reims, Sainte-Menehould, Verdun und Amanvillers, während man sich im Elsass mit der schnellen Verbindung in Richtung Deutschland nicht anfreunden konnte.: S. 66
Zwar war mit dem Gesetz vom 2. August 1844 auch der Bau von zwei Stichbahnen genehmigt worden, doch bedeuteten diese erheblich längere Fahrtzeiten. Die Strecke von Metz nach Paris wuchs durch diese Planung von möglichen 344 auf 411 Kilometer an. Gründe, die beiden Städte überhaupt so früh an das gerade erst sich entwickelnde Eisenbahnnetz anzuschließen wurden für Reims in seiner mit 39.000 Einwohnern relativen Größe und seiner Bedeutung als Handelsplatz angegeben. Von hier führten Verkehrswege zu Lande weiter nach Norden in die Ardennen und über den gerade im Bau befindlichen Canal de l’Aisne à la Marne bis nach Bar-le-Duc und weitere Wasserstraßen. Für die Anbindung von Metz wurde vor allem die Bedeutung als viertwichtigste Festungsstadt Frankreichs hervorgehoben.

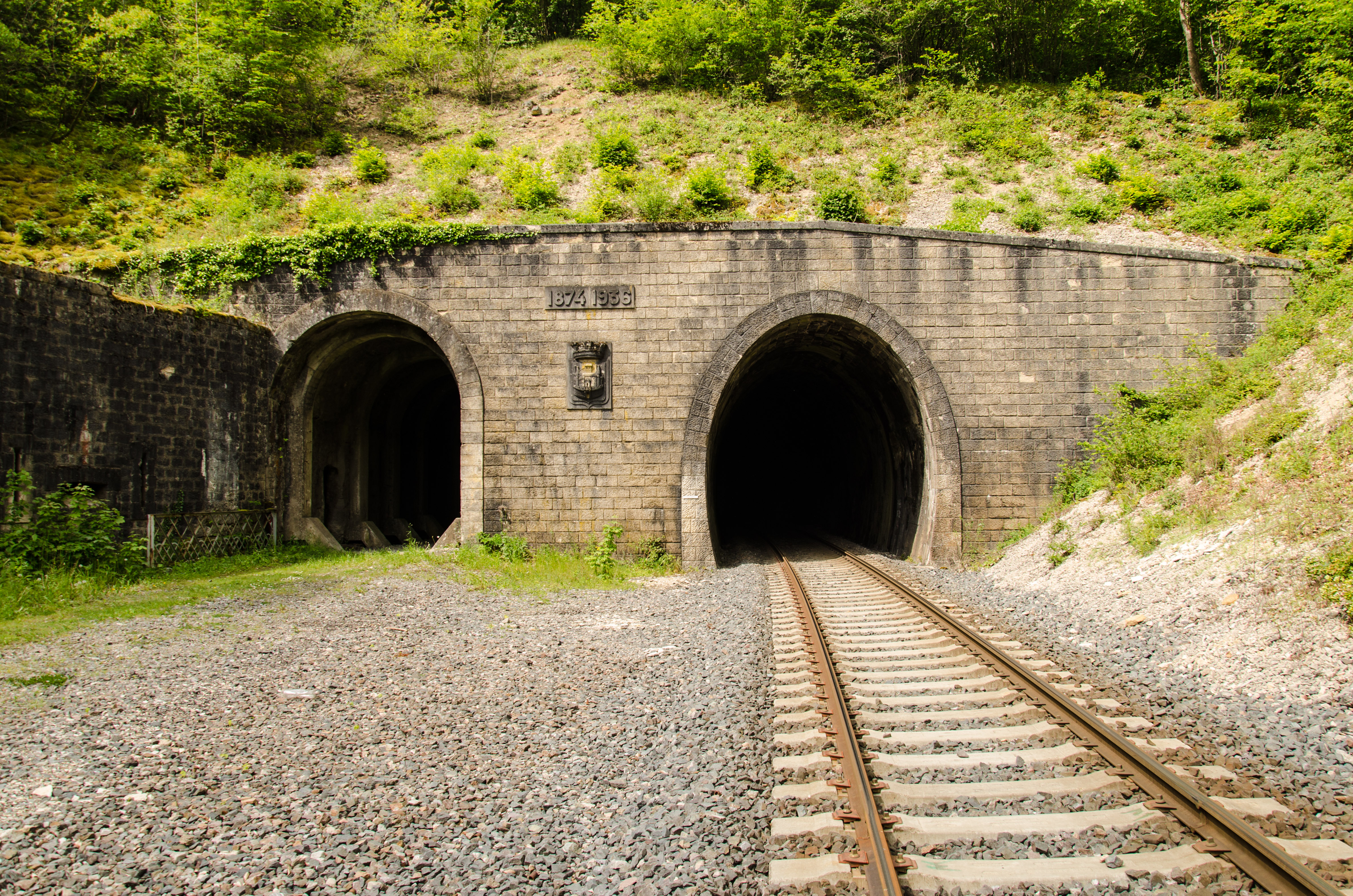
Tunnel de Tavannes, Ostportal

Die 1853 gegründete Compagnie des Chemins de fer de l’Est (EST), die bereits Betreiberin der Bahnstrecke Paris–Strasbourg war, erwarb am 1. Mai 1863 für zunächst 45 Jahre die Konzession dieser Strecke. Die EST war sehr an einer Ausdehnung nach Norden interessiert und schloss sich zum 1. Januar 1863 mit der Compagnie des chemins de fer des Ardennes zusammen, erwarb somit bedeutende Strecken zwischen Reims und Thionville.

Die Eröffnung des ersten Teilstückes von Saint-Hilaire nach Sainte-Menehould erfolgte am 23. Juli 1867, Verdun erreichte man am 14. April 1870, Conflans-Jarny am 7. Juni 1873. Mit dem Frankfurter Frieden am 10. Mai 1871 war die deutsch-französische Grenze nach Jœuf verschoben und Metz war kein französisches Ziel mehr. So wurde die Bahnstrecke erst 1925 durchgängig fertiggestellt, nachdem Metz wieder zu Frankreich gehörte. Die gesamte Strecke wurde zunächst eingleisig ausgeführt, aber ein zweites Gleis war von Anfang an vorgesehen. Bereits zum 10. März 1880 war der Abschnitt Saint-Hilaire–Verdun zweigleisig ausgebaut worden. Nach dem Ersten Weltkrieg folgte der Rest. Dabei wurde zwischen Rosselange und Rombas-Clouange ein Überwerfungsbauwerk eingebaut, um den aus deutscher Tradition stammenden Rechtsbetrieb und den französischen Linksbetrieb kreuzungsfrei ineinander übergehen zu lassen. 
1972 bis 1975 wurde schrittweise das zweite Gleis wieder aufgegeben und zum Teil rückgebaut. Viele Abschnitte sind aber noch mit dem zweiten Gleis ausgestattet, ohne dass dieses benutzt wird. Im gleichen Zug wurden zwischen Saint-Hilaire und Conflans-Jarny Zwischenbahnhöfe für den Personenverkehr geschlossen. Zum 15. Dezember 2013 wurde der Personenverkehr zwischen Saint-Hilaire und Verdun eingestellt.
Die Elektrifizierung zwischen Conflans-Jarny und Hagondange erfolgte 1956.

## Streckenverlauf
Der Bau dieser Strecke war wenig anspruchsvoll, da nur geringe Steigungen zu überwinden waren. Insgesamt gibt es drei Tunnel. Der 1190 m lange Zwillingstunnel Tavannes sowie bei beiden um die 250 m langen Tunnel d’Homécourt und Tunnel de Montois la Montagne. Im Sommer 1916 gab es während Kämpfen eine schwere Explosion am Westportal des Tunnels Tavannes, bei der viele Tote zu beklagen waren. Im Zuge der Aufgabe eines Streckengleises wurde entsprechend eine Röhre des Zwillingstunnels aufgegeben, die andere Röhre ausgebaut und für mögliche Oberleitung ertüchtigt.